# 1317
El 1317 (MCCCXVII) fou un any comú començat en dissabte del calendari julià.

## Esdeveniments
Països Catalans
- Fi de la carestia de blat a Barcelona[1] (i de tota mena de conreus a la resta d'Europa[2]).
- Catalunya: Pere de Valls compra el delme del blat de La Selva per 692 quarteres.[3]
- Governació d'Oriola: el delme del blat puja a 120 cafissos.[4]
- Corona d'Aragó: el govern del regne aixeca la prohibició d'exportació de blat i en permet la seva venda en grans quantitats a Bearn, que ha patit males collites.[5]
- Desembre: es deixen de concedir llicències d'extracció de blat durant dos mesos a la Corona d'Aragó per corregir el desajust entre la demanda interna de blat i l'externa.[6]
- 13 de desembre - Oriola (Regne de València): l'adalil Pere Rovira rep una llicència per extreure 600 cafissos de blat de València.[7]

Resta del món
- L'Imperi Romà d'Orient i la República de Gènova signen un tractat que permet als genovesos exportar blat produït a l'imperi sense pagar aranzels.[8]
- Una expedició porta una càrrega de blat de la Mediterrània a la ciutat flamenca de Bruges.[9]
- 8 d'abril: un català instal·lat a Tebes (Grècia) ven un esclau a un habitant de Càndia.[10]

## Necrològiques
- Irene de Montferrat[11] (nascuda el 1274).